# Basilique Majorum
La basilique Majorum dite aussi « de Mcfida » est une basilique chrétienne tunisienne en ruines située à l'écart du site archéologique de Carthage.
Le site, qui a livré de nombreuses inscriptions chrétiennes dont l'inscription des Martyrs mentionnant les saintes Perpétue et Félicité, est désormais à l'abandon du fait du très mauvais état de conservation des vestiges et de son éloignement des autres vestiges de la cité.

## Histoire
Le lieu est utilisé comme cimetière païen dès le Ier siècle. On y a trouvé une inscription mentionnant la présence des corps des martyrs, dont nous savons par un texte de Victor de Vite qu'ils ont été inhumés dans ladite basilique. Saint Augustin y a prêché plusieurs sermons.

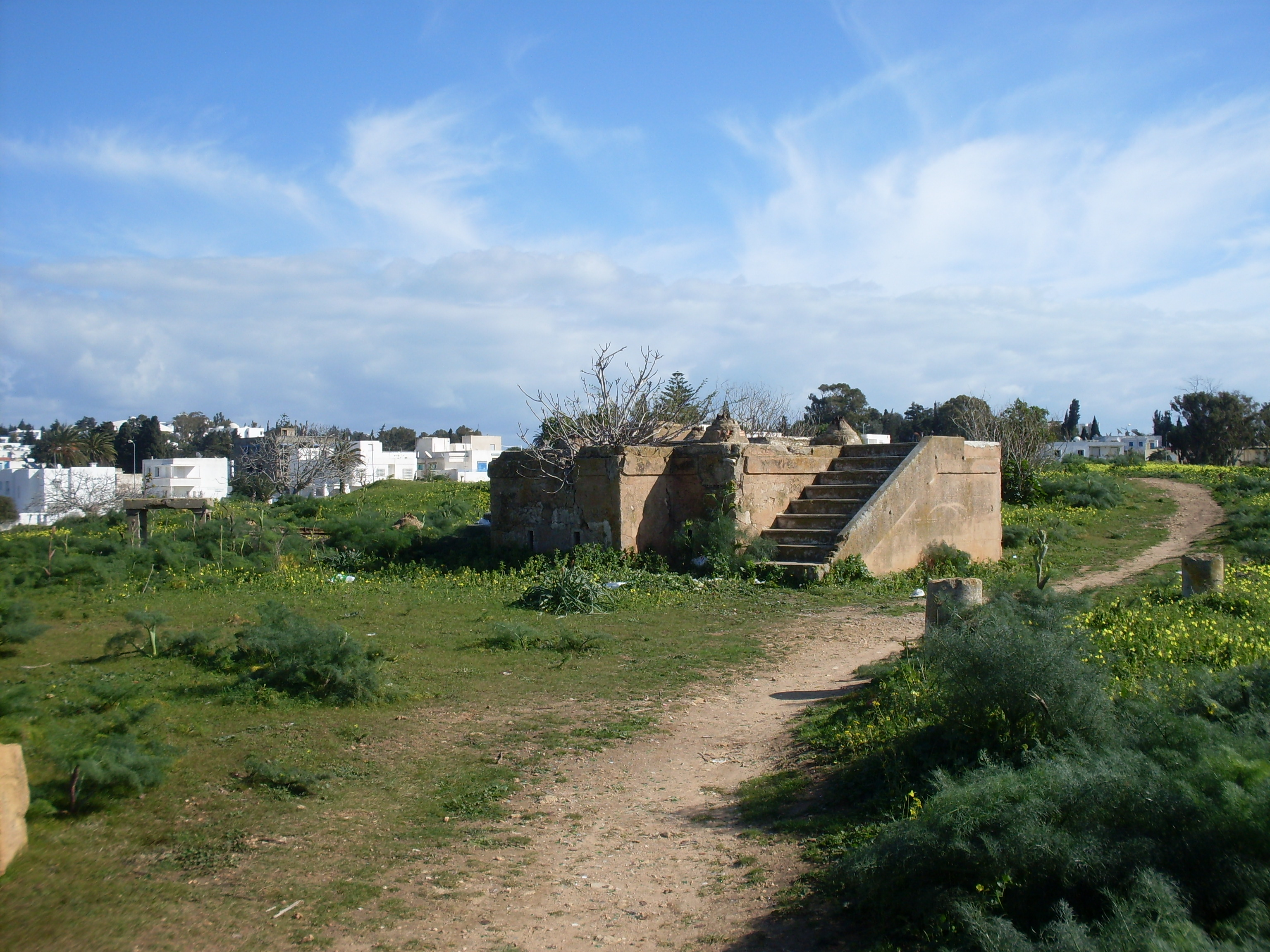
Vestiges de la Confession restituée visibles en 2011.

Par ailleurs, un texte du même Victor de Vite nous apprend que l'église a été réquisitionnée par les Vandales et destinée au culte arien, l'édifice étant rendu au catholicisme de façon certaine à l'époque byzantine.
L'abandon de ce lieu est avéré au début du VIIe siècle, du fait du rétrécissement du tissu urbain dans son environnement proche.

### Histoire antique
Les archéologues ont daté la construction du début du IVe siècle. L'édifice retrouvé se composait de sept nefs et treize travées ; il a subi quelques transformations sous la domination byzantine.

### Redécouverte du site

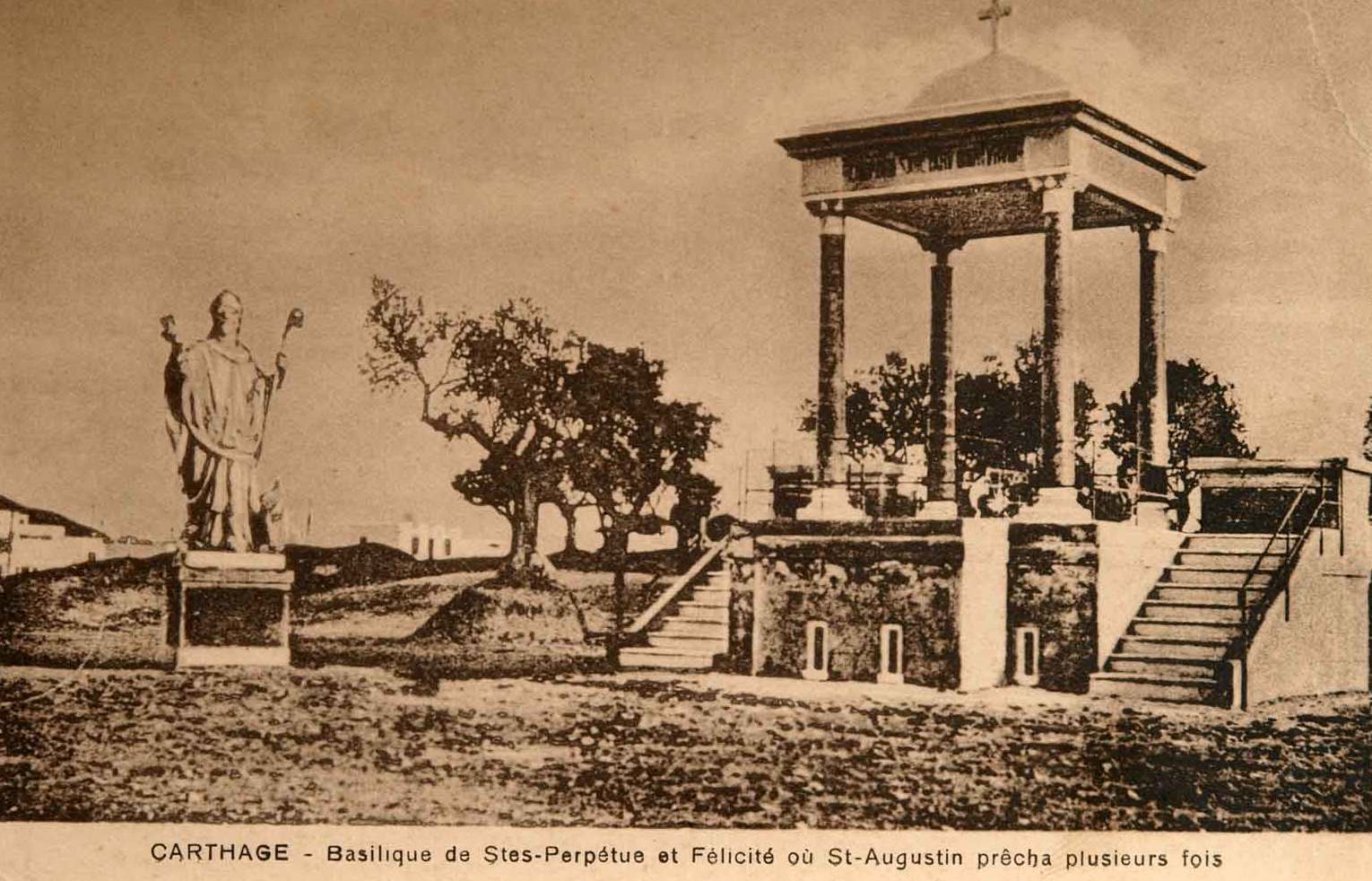
La Confession restaurée à l'occasion du congrès eucharistique de 1930.

Elle a été fouillée entre 1906 et 1908 par le père Alfred Louis Delattre, recouverte puis dégagée pour le congrès eucharistique de 1930.
Son état de conservation est très médiocre. La découverte de l'inscription des Martyrs a permis de l'identifier, à la suite d'un texte de Victor de Vita, à la basilica majorum, lieu de déposition des saintes martyrisées en 203.

## Description et vestiges

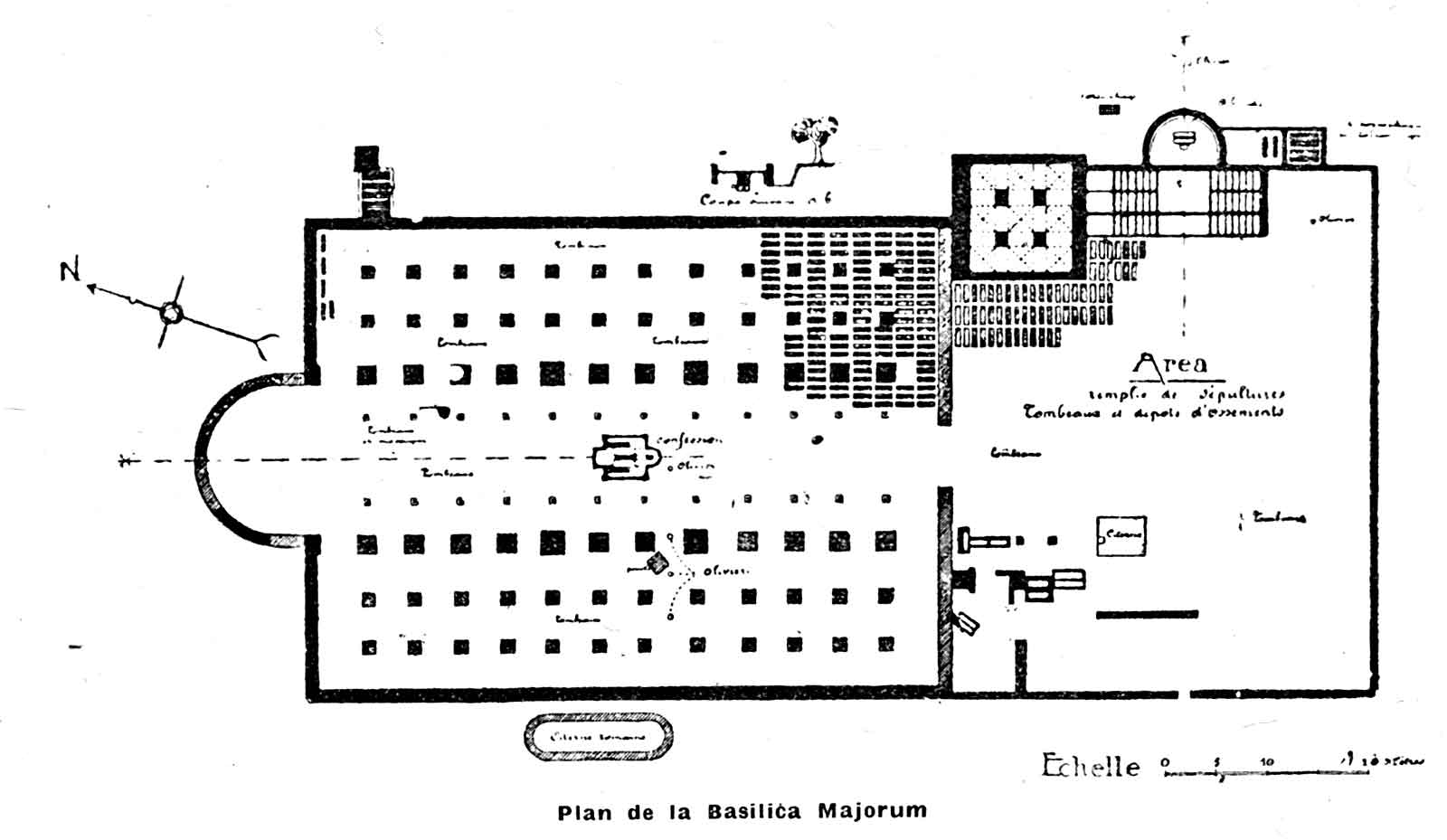
Plan des vestiges levé en 1907 par Delattre.

Le complexe était important : la basilique proprement dite était située dans une area[Quoi ?] avec une abside et possédait sept nefs et une abside. Un ciborium était localisé au milieu de la nef centrale, avec un autel situé au-dessus d'une chapelle funéraire ayant abrité les martyrs.
Surcreusé par les fouilles, il ne présente plus que des fûts de colonnes et quelques murs subsistants, peu impressionnants. Déjà, le père Delattre avait noté son état médiocre, dû selon lui au réemploi des matériaux dans les habitations voisines, en particulier pour La Marsa et Sidi Bou Saïd.
L'édifice ne peut plus être étudié selon Noël Duval.
Il ne subsiste que la reconstruction datée des années 1930 à l'identique d'un élément du site, la Confession des martyrs munie de deux escaliers latéraux.